# Megachile hardyi
Megachile hardyi är en biart som beskrevs av Cockerell 1929. Megachile hardyi ingår i släktet tapetserarbin, och familjen buksamlarbin. Inga underarter finns listade i Catalogue of Life.